# Mother’s Happiness

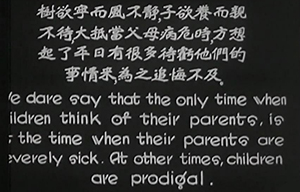
Captura de pantalla

Mother’s Happiness (xinès tradicional: 兒孫福 ; xinès simplificat: 儿孙福; també traduït a l'anglès com Blessings of Children and Grandchildren). Pel·lícula muda xinesa, amb intertítols en xinès i anglès,  de l'any 1926. Produïda per Yueming Film Company i Greater China Lily Film Company,i dirigda per Shi Dongshan.

## Estil i realització
És una de les pel·lícules xineses més antigues que es conserven, però encara en falta trobar una part i només hi ha  48 minuts projectables. Com a director que dedica espacial atenció al paper de les dones en la societat, en el film, Shi Dongshan utilitza molts símbols que apareixen repetidament a la seva sèrie d'obres, com ara dones com a nines, marits amb funcions de suport incompletes, o mares que s'han perdut a si mateixes.  Shi Dongshan també utilitza una varietat de llenguatges cinematogràfics per retratar les sensacions interiors de He, la mare. Per exemple, ella es recolza a la porta i mira fixament el camí que hi ha davant. En aquest moment, s'insereix un pla superposat per mostrar l'escena dels seus dos fills marxant de casa i anant a la ciutat, mostrant l'amor sincer d'una mare amorosa pels seus fills d'una manera concreta i vívida. Un altre exemple és un primer pla d'un parell de mans tremoloses, que revela la inquietud de He quan vol demanar a la seva filla gran que es quedi temporalment.
La pel·lícula en general és una acusació de la manca de valors familiars en un moment en què podríem esperar que aquests valors haguessin estat al seu punt més àlgid.

## Sinopsi
Malgrat el títol hi ha molt poca felicitat materna en aquesta pel·lícula; la pel·lícula comença quan la mare de quatre fills és maltractada pel seu marit borratxo.
He, l'esposa de Ho adorava els seus dos fills i dues filles i descuidava el seu marit, cosa que va causar la insatisfacció d'aquest, que descontent l'apallissava de tant en tant. Tot i que se sentia maltractada, sempre va pensar que la felicitat dels seus fills en el futur li podria compensar el seu patiment. Després de la mort del seu marit, que va morir emborratxat amb un tipus  d'alcohol equivocat, He va treballar dia i nit per mantenir la família i mai es va queixar de la feina dura. Més d'una dècada després, tots els seus fills es van casar i va poder va complir el seu desig. El fill gran, Jie Xiao, era honest, però la seva esposa era ferotge i espantava la família; el segon fill, Bo Xiao, era gandul i depenia de la seva mare per a tot. La seva esposa era feble i veia que el seu marit era dissolut i no feia progressos, cosa que la preocupava i la feia emmalaltir encara més; la filla gran, A Dong, es va casar amb una família rica i era arrogant i maleducada, oblidant la bondat de la seva mare; la segona filla va quedar vídua a una edat primerenca i la seva mare va sentir molta pena per ella. Jie Xiao i Bo Xiao van trobar feina a la ciutat i es van mantenir, però la nora gran no estava disposada a viure amb la seva mare al camp. Seguint el seu marit a la ciutat, va ser estrictament disciplinada cada dia i no se li va permetre mantenir la seva mare. Tot i que Boxiao tenia bons ingressos, vivia una vida dissoluta i sovint gastava més del que guanyava. Estava molt endeutat i va confiscar els diners de la casa que Jie Xiao havia confiat a la seva mare. Jie es va mudar i va confiar a Bo Xiao una nova adreça i una suma de diners per passar a la seva mare. Bo, sense saber que la seva mare era pobra i indefensa, es va gastar els diners. La seva mare i la dona de Box no tenien diners per pagar el lloguer i van ser desallotjades pel propietari. Van haver d'anar a casa de la seva filla gran, A Dong. El marit d'A Dong  era maleducat i va tractar la seva sogra com una criada, insultant-la i ordenant a A Dong que la fes fora. Bo va perdre la feina per negligència i va ser abandonat per la seva dona; estava desesperat i pensava en la seva estimada mare. La seva mare no sabia que Jie s'havia mudat. Va anar a casa seva per demanar ajuda, però no ho va aconseguir. Va tornar i va veure el propietari i el creditor barallant-se pels bens de Bo, i es va espantar. Jie es va assabentar de les males accions de Bo i es va enfurisma, La mare estava greument malalta, i la família es va quedar al voltant del llit en silenci, plena de penediment. La mare estava contenta de veure la família reunida i va ordenar a Bo que demanés perdó a la seva dona. Bo es va agenollar mentre li ho deien, i la seva mare va somriure i va morir.

## Repartiment
En el repartiment destaca, en el paper de la mare, l'actriu Zhou Wenzhu, que va aparèixer en més de 40 pel·lícules fins a la dècada de 1940.
| Actor/Actriu  | Paper                |
| ------------- | -------------------- |
| Zhou Wenzhu   | He (la mare)         |
| Xie Yunqing   | Ho (el pare)         |
| Wang Cilong   | Jie Xiao (Fill gran) |
| Yang Jingwo   | Nora gran            |
| Wang Naidong  | Bo Xiao (segon fill) |
| Lin Ying      | Segona nora          |
| Fu Jianqin    | A Dong (filla gran)  |
| Wang Zhengxin | Segona nora gran     |
| Tang Tianxiu  | Dona sensual         |